# Меломанка (телесериал)
«Мелома́нка» (англ. High Fidelity) — американский романтический комедийный сериал, основанный на романе Ника Хорнби «Hi-Fi» и художественном фильме «Фанатик» 2000 года. Премьера сериала состоялась на стриминговом сервисе Hulu 14 февраля 2020 года. В сериале снялась Зои Кравиц, чья мать, актриса Лиза Боне, участвовала в съёмках вышеупомянутого фильма «Фанатик». Несмотря на положительные отзывы, съёмки сериала были прерваны в августе 2020 года..

## Синопсис
Сериал демонстрирует жизнь «Фанатки музыки, владелицы магазина виниловых пластинок, которая помешана на поп-культуре и списках «Топ-пять» в окрестностях Краун-Хайтс, Бруклин».

## Актеры и персонажи

### Основной состав
- Зои Кравиц — Роб[4][5], владелица магазина «Чемпионский Винил», которая борется с чередой неудачных любовных отношений.
- Джейк Лэси — Клайд
- Давайн Джой Рэндольф — Шериз, сотрудница «Чемпионского Винила», лучшая подруга Роб
- Дэвид Х. Холмс — Саймон, сотрудник «Чемпионского Винила», лучший друг Роб и #3 в Топ-5 расставаний Роб

### Второстепенный состав
- Кингсли Бен-Адир — Рассел «Мак» МакКормак, последний бывший парень Роб, разбивший ей сердце и ставший #5 в Топ-5 расставаний Роб
- Рейнбоу Сан Фрэнкс — Кэмерон Брукс, брат Роб
- Надин Малуф — Никки Брукс, беременная жена Кэмерона и невестка Роб
- Эдмунд Донован — Блейк

### Приглашенные звезды
- Паркер Поузи — Норин Паркер, художница, которая хочет продать коллекцию виниловых пластинок своего мужа
- Кларк Фарлонг — Кевин Баннистер, #1 в Топ-5 расставаний Роб
- Иванна Сахно — Кэт Монро, #2 в Топ-5 расставаний Роб
- Джастин Сильвер — Джастин Китт, #4 в Топ-5 расставаний Роб
- Томас Доэрти — Лиам Шоукросс, молодой шотландский музыкант
- Джек Антонофф, в роли самого себя
- Дебби Харри, в роли самой себя

## Эпизоды
| 1  | «Топ-5 расставаний»        | Джесс Перетц Джеффри Рейнер | Вероника Вест и Сара Кучерка             | февраль 14, 2020 |
| 2  | «Трек 2»                   | Джеффри Рейнер              | Вероника Вест и Сара Кучерка             | февраль 14, 2020 |
| 3  | «Какая к чёрту Лили?»      | Джеффри Рейнер              | Джош Кёнигсбер                           | февраль 14, 2020 |
| 4  | «Всего хорошего и пока»    | Эндрю Деянг                 | Эли Уилсон Пелтон                        | февраль 14, 2020 |
| 5  | «Поездка с сюрпризом»      | Джеффри Рейнер              | И.Т. Фейгенбаум и Зои Кравиц             | февраль 14, 2020 |
| 6  | «Странное... но тёплое»    | Наташа Лионн                | Селестия Хьюэй                           | февраль 14, 2020 |
| 7  | «Время для себя»           | Джеффри Рейнер              | Франклин Харди                           | февраль 14, 2020 |
| 8  | «Песнь унылого неудачника» | Джеффри Рейнер              | Соломон Джорджо                          | февраль 14, 2020 |
| 9  | «Весёлая Роб»              | Чок Нассор                  | Вероника Вест Сара Кушерка Лиа Анн Биэти | февраль 14, 2020 |
| 10 | «По ту сторону камня»      | Джеффри Рейнер              | Вероника Вест                            | февраль 14, 2020 |

## Производство
5 апреля 2018 года было объявлено, что Disney работает над адаптацией фильма «Фанатик» 2000 года в виде сериала, который выйдет на стриминговом сервисе Дисней +. За продюсирование должны были отвечать представители компаний Midnight Radio и ABC Signature Studios. 24 сентября 2018 года было объявлено, что Disney заказал производство первого сезона, состоящего из десяти эпизодов. Ожидалось, что исполнительными продюсерами станут Уэст, Кучерка, Джош Аппельбаум, Андре Немек, Джефф Пинкнер, Скотт Розенберг и Зои Кравиц 9 апреля 2019 года стало известно, что сериал был перенесён из Disney + в Hulu. В июле 2019 года в интервью Наташа Лионн рассказала, что она руководит съёмками эпизода «Странное... но тёплое». 5 августа 2020 года Hulu заявил о прекращении съёмок сериала.

### Кастинг
Наряду с информацией о начале производства сериала, было подтверждено, что Зои Кравиц, чья мать, актриса Лиза Боне, сыграла в экранизации 2000 года, будет играть главную роль в сериале.
22 апреля 2019 года было объявлено, что Джейк Лэси снимется в сериале.
17 мая 2019 года стало известно, что к актёрскому составу присоединились Давайн Джой Рэндольф и Дэвид Холмс.

### Съемки фильма
Съёмки начались в июле 2019 года в Бруклине.

## Релиз

### Вещание
Премьера сериала состоялась 14 февраля 2020 года. Первые три эпизода были также показаны 16 марта 2020 года в эфире канала Freeform. Мировая премьера сериала состоялась 21 февраля 2020 года в Канаде на Starz и 1 мая 2020 года в Австралии на ABC iview и ABC Comedy.

## Критика и отзывы
На агрегаторе рецензий Rotten Tomatoes сериал получил 85 % рейтинг одобрения, основанный на 67 обзорах, со средней оценкой 7,69 / 10. На сайте Metacritic он получил среднюю оценку 70 из 100, основанную на 28 одобрительных отзывах.